# Pholetesor bucculatricis
Pholetesor bucculatricis är en stekelart som först beskrevs av Muesebeck 1921.  Pholetesor bucculatricis ingår i släktet Pholetesor och familjen bracksteklar. Inga underarter finns listade i Catalogue of Life.